# Lista de paróquias da diocese de Guarulhos
Esta é uma lista de paróquias da diocese de Guarulhos, uma circunscrição territorial da Igreja Católica no estado de São Paulo, Brasil.
A diocese é dividida em cinco foranias (Imaculada, Rosário, Aparecida, Bonsucesso e Fátima), totalizando 44 paróquias e 02 áreas pastorais e cerca de 64 padres (entre seculares e religiosos) e 2 diáconos permanentes.
| Forania    | Paróquia                                      | Ereção canônica | Observações        |
| ---------- | --------------------------------------------- | --------------- | ------------------ |
| Imaculada  | Nossa Senhora da Conceição                    | 1685            | Catedral Diocesana |
| Imaculada  | São Pedro Apóstolo                            | 1954            |                    |
| Imaculada  | São Geraldo                                   | 1957            |                    |
| Imaculada  | São Francisco de Assis                        | 1957            |                    |
| Imaculada  | Santo Antônio                                 | 1960            |                    |
| Imaculada  | Santo Antônio Maria Claret                    | 1960            |                    |
| Imaculada  | Nossa Senhora Aparecida                       | 1966            |                    |
| Imaculada  | Nossa Senhora de Lourdes                      | 1968            |                    |
| Imaculada  | São Judas Tadeu                               | 1970            |                    |
| Imaculada  | Santo Antônio                                 | 1970            |                    |
| Imaculada  | Nossa Senhora de Fátima                       | 1977            |                    |
| Imaculada  | Nossa Senhora do Rosário                      | 1977            |                    |
| Rosário    | Nossa Senhora do Rosário                      | 1970            |                    |
| Rosário    | Santa Mena                                    | 1981            |                    |
| Rosário    | Santa Rita de Cássia                          | 1984            |                    |
| Rosário    | São José                                      | 1987            |                    |
| Rosário    | Santa Rosa de Lima                            | 2011            |                    |
| Aparecida  | Nossa Senhora Aparecida                       | 1964            |                    |
| Aparecida  | Nossa Senhora de Fátima                       | 1964            |                    |
| Aparecida  | São Roque                                     | 1984            |                    |
| Aparecida  | Santa Cruz e Nossa Senhora do Cormo           | 1988            |                    |
| Aparecida  | São João Batista                              | 1985            |                    |
| Aparecida  | Santa Luzia                                   | 2002            |                    |
| Aparecida  | Sagrada Família                               | 2015            |                    |
| Aparecida  | Nossa Senhora Aparecida                       | 2015            |                    |
| Aparecida  | São Paulo Apóstolo                            | 2019            |                    |
| Bonsucesso | Nossa Senhora do Bonsucesso                   | 1950            |                    |
| Bonsucesso | Santa Teresinha e Nossa Senhora das Angústias | 1981            |                    |
| Bonsucesso | Santo Alberto e Nossa Senhora das Graças      | 1986            |                    |
| Bonsucesso | Santa Cruz e Nossa Senhora Aparecida          | 1996            |                    |
| Bonsucesso | São Vicente de Paulo                          | 1999            |                    |
| Bonsucesso | Sagrado Coração de Jesus                      | 2011            |                    |
| Bonsucesso | Nossa Senhora de Guadalupe                    | 2014            |                    |
| Bonsucesso | Sagrada Família                               | 2016            |                    |
| Bonsucesso | Nossa Senhora Aparecida                       | 2019            |                    |
| Fátima     | Santo Antônio                                 | 1988            |                    |
| Fátima     | São Francisco de Assis                        | 1990            |                    |
| Fátima     | São Francisco de Assis                        | 1996            |                    |
| Fátima     | Santa Rita de Cássia                          | 1997            |                    |
| Fátima     | Nossa Senhora de Fátima                       | 1999            |                    |
| Fátima     | Nossa Senhora de Loreto                       | 1999            |                    |
| Fátima     | Santa Luzia                                   | 2003            |                    |
| Fátima     | São Judas Tadeu                               | 2007            |                    |
| Fátima     | Sagrado Coração de Jesus                      | 2016            |                    |

Demais Igrejas não constituídas como Paróquias:
| Forania   | Nome                    | Observações         |
| --------- | ----------------------- | ------------------- |
| Rosário   | Bom Jesus da Cabeça     | Santuário           |
| Aparecida | Nossa Senhora Aparecida | Ordinariado Militar |
| Rosário   | São Paulo Apóstolo      | Área Pastoral       |
| Aparecida | Nossa Senhora Aparecida | Área Pastoral       |